# Barbara Pernici
Barbara Pernici (Trieste, 26 giugno 1956) è una scacchista e ingegnera italiana.
Medaglia d'oro alle Olimpiadi degli scacchi del 1982, ha vinto cinque volte il Campionato italiano femminile di scacchi.

## Biografia
Laureata in Ingegneria elettronica al Politecnico di Milano e in Computer Science alla Stanford University, ha insegnato all'Università degli Studi di Udine. Dal 1993 è professore ordinario di "Sistemi di elaborazione dell'informazione" presso il Dipartimento di Elettronica, Informazione e Bioingegneria del Politecnico di Milano.
Al primo e secondo Convegno internazionale "L'intelligenza artificiale e il gioco degli scacchi", Barbara Pernici ha presentato due memorie:
- Tecniche di intelligenza artificiale per il gioco degli scacchi. Milano, 19 marzo 1982
- Test per la valutazione dei calcolatori che giocano a scacchi. Milano, 20-21 maggio 1983

## Carriera scacchistica
Maestro FIDE femminile (WFM), ha vinto cinque volte il Campionato italiano femminile negli anni 1974, 1977, 1978, 1979 e 1981.

Alle Olimpiadi degli scacchi del 1982, a Lucerna, ha vinto la medaglia d'oro per i risultati raggiunti in prima scacchiera, con la squadra italiana: 9,5 punti su 12 (9 vittorie, 1 patta e due sconfitte).

Ha ormai abbandonato l'attività agonistica.